# Anton Bruun
Pour les articles homonymes, voir Bruun.
Anton Frederik Bruun est un océanographe et un ichtyologiste danois, né à Jelling le 14 décembre 1901 et mort le 13 décembre 1961.
Il fut le premier président de la Commission océanographique intergouvernementale. Le bateau océanographique américain Anton Bruun (ex-yacht présidentiel américain sous le nom de USS Williamsburg) fut nommé en son honneur.

## Source
- Bruun Compendium sur le site de l'Unesco.